# Ivan Šega
Ivan Šega, slovenski pisatelj, domoznanec, etnolog, muzealec, čebelar, * 6. avgust 1939, Ravni Dol, Sodražica.

## Življenje in delo
Po osnovni šoli in nižji gimnaziji v Sodražici je kmetoval doma ter krošnjaril na Hrvaškem. Po vrnitvi iz JLA se je leta 1961 vpisal v tekstilno šolo v Kranju, ob tem pa študiral še solopetje in klavir. Med delom je dokončal Višjo upravno šolo v Ljubljani. Študija na Višji komercialni šoli v Mariboru in druge stopnje študija na Ekonomski fakulteti v Ljubljani ni dokončal. Kot tekstilec je delal v tovarni Sukno v Zapužah, v obratu v Jurjevici pri Ribnici, v veletrgovini Astra in trgovskem podjetju Tekstil v Ljubljani ter v manjših trgovskih podjetjih. Leta 1961 je delal kot zdomec v Nemčiji in se istega leta vrnil v Slovenijo. Upokojen je od leta 2000. O literarnih zvrsteh in pisanju literature se je naučil v šoli kreativnega pisanja pri Društvu pisateljev Slovenije.

### Druge dejavnosti
25 let je pel pri Partizanskem pevskem zboru v Ljubljani, potem pa pri vokalni skupini Zvon na Turjaku. V pokoju je domači skedenj preuredil v Maticovo etno hišo (MEH). Muzej prikazuje nekdanje življenje in delo ribniške suhorobarske družine. Tu se odvijajo kulturne dejavnosti in slikarske kolonije. Pred hišo je izdelal skulpturi kanon ali top in ribniška krošnja. Leta 2010 je od MEH do cerkve pri Novi Štifti postavil križev pot. 40 let se ukvarja s čebelarjenjem. Je član bralnega krožka Miklove hiše v Ribnici in Ljudske univerze Kočevje ter muzejskega društva Ribnica.